# Xicheng
Xicheng  Léase Si-Chéng (en chino:西城区, chino tradicional:西城區, pinyin:Xīchéng qū,, literalmente:ciudad del oeste) es uno de los 16 distritos de la ciudad de Pekín, República Popular China. Localizado al sur de la ciudad, tiene una superficie de 46,5 kilómetros cuadrados y una población de 1,3 millones según el censo estimado para 2014.

## Administración
El distrito de Xicheng se divide en 15 subdistritos:
- Xicháng'ānjiē 西长安街街道
- Xīnjiēkǒu 新街口街道
- Déshèng 德胜街道
- Yuètán 月坛街道
- Jīnróngjiē 金融街街道
- Zhǎnlǎnlù 展览路街道
- Shénshāhǎi 什刹海街道
- Dà zhàlán 大栅栏街道
- Tiānqiáo 天桥街道
- Chūnshù 椿树街道
- Táorán tíng 陶然亭街道
- Guǎng'ānménnèi 广安门内街道
- Niú Jiē 牛街街道
- Bái zhǐ fang 白纸坊街道
- Guǎng'ān mén wài 广安门外街道

- Estos a su vez se dividen 255 comunas.

## Historia
A principios de 1949, Beiping, actual Pekín fue dividida en 20 distritos. El 18 de abril de 1950, poco después de la fundación de la República Popular China, el gobierno municipal resta a 16 el número de distritos urbanos.
En mayo de 1952 el Consejo de Estado aprobó la creación de los distritos suburbanos de Xidan (西单区) y Xisi (西四区), ya en mayo de 1958 se combinarón para la creación del antiguo distrito de Xicheng (西城区). En septiembre de 1987 se le añadió el distrito Zhaoyang (朝阳区) y el 1 de julio de 2010 el Consejo de Estado creó el renovado distrito de Xicheng agregando el área de Xuanwu.

## Economía
Xicheng es el centro politicultural y commencial de la capital china. Alberga varias instituciones políticas y sedes de varias empresas con influencia global como: el Banco de China, Agencia de Noticias Xinhua, entre otras.
El PIB de Xicheng en 2014 fue de 305 millones de yuanes, un aumento del 7,6 respecto al 2013. El turismo logró ingreso total de 41,97 millones de yuanes, un aumento del 4,1 por ciento respecto al año anterior, lo que representó el 52,5% de la región.
La compañía COSCO es una de las mayores navieras del mundo, tiene la sede principal en este distritos como State Grid Corporation of China que es la mayor compañía de distribución y transmisión de energía eléctrica en el mundo.

## Clima
El distrito se inclina ligeramente de noroeste a sureste, con una altitud media de unos 40 metros. Tiene un clima templado, clima monzónico continental con cuatro estaciones distintivas: seco y con viento en primavera, frío y lluvioso en verano, fresco en otoño y árido en el invierno. La temperatura media anual es de 10 °C, siendo enero el más frío con -7 °C y en el otro extremo está julio con 26 °C. Hay 180-200 días sin heladas durante el año, con el 75 por ciento de su precipitación en verano. Cuenta con frecuentes lluvias en julio y agosto.
| Parámetros climáticos promedio de Xicheng (datos promedio 1981-2010, datos extremos 1951-2014) | Parámetros climáticos promedio de Xicheng (datos promedio 1981-2010, datos extremos 1951-2014) | Parámetros climáticos promedio de Xicheng (datos promedio 1981-2010, datos extremos 1951-2014) | Parámetros climáticos promedio de Xicheng (datos promedio 1981-2010, datos extremos 1951-2014) | Parámetros climáticos promedio de Xicheng (datos promedio 1981-2010, datos extremos 1951-2014) | Parámetros climáticos promedio de Xicheng (datos promedio 1981-2010, datos extremos 1951-2014) | Parámetros climáticos promedio de Xicheng (datos promedio 1981-2010, datos extremos 1951-2014) | Parámetros climáticos promedio de Xicheng (datos promedio 1981-2010, datos extremos 1951-2014) | Parámetros climáticos promedio de Xicheng (datos promedio 1981-2010, datos extremos 1951-2014) | Parámetros climáticos promedio de Xicheng (datos promedio 1981-2010, datos extremos 1951-2014) | Parámetros climáticos promedio de Xicheng (datos promedio 1981-2010, datos extremos 1951-2014) | Parámetros climáticos promedio de Xicheng (datos promedio 1981-2010, datos extremos 1951-2014) | Parámetros climáticos promedio de Xicheng (datos promedio 1981-2010, datos extremos 1951-2014) | Parámetros climáticos promedio de Xicheng (datos promedio 1981-2010, datos extremos 1951-2014) |
| Mes                                                                                            | Ene.                                                                                           | Feb.                                                                                           | Mar.                                                                                           | Abr.                                                                                           | May.                                                                                           | Jun.                                                                                           | Jul.                                                                                           | Ago.                                                                                           | Sep.                                                                                           | Oct.                                                                                           | Nov.                                                                                           | Dic.                                                                                           | Anual                                                                                          |
| ---------------------------------------------------------------------------------------------- | ---------------------------------------------------------------------------------------------- | ---------------------------------------------------------------------------------------------- | ---------------------------------------------------------------------------------------------- | ---------------------------------------------------------------------------------------------- | ---------------------------------------------------------------------------------------------- | ---------------------------------------------------------------------------------------------- | ---------------------------------------------------------------------------------------------- | ---------------------------------------------------------------------------------------------- | ---------------------------------------------------------------------------------------------- | ---------------------------------------------------------------------------------------------- | ---------------------------------------------------------------------------------------------- | ---------------------------------------------------------------------------------------------- | ---------------------------------------------------------------------------------------------- |
| Temp. máx. abs. (°C)                                                                           | 14.3                                                                                           | 19.8                                                                                           | 29.5                                                                                           | 33.0                                                                                           | 41.1                                                                                           | 40.6                                                                                           | 41.9                                                                                           | 38.3                                                                                           | 35.0                                                                                           | 31.0                                                                                           | 23.3                                                                                           | 19.5                                                                                           | 41.9                                                                                           |
| Temp. máx. media (°C)                                                                          | 2.0                                                                                            | 5.7                                                                                            | 12.3                                                                                           | 20.7                                                                                           | 26.7                                                                                           | 30.5                                                                                           | 31.4                                                                                           | 30.3                                                                                           | 26.2                                                                                           | 19.4                                                                                           | 10.2                                                                                           | 3.8                                                                                            | 18.3                                                                                           |
| Temp. media (°C)                                                                               | −3.1                                                                                           | 0.2                                                                                            | 6.7                                                                                            | 14.8                                                                                           | 20.8                                                                                           | 24.9                                                                                           | 26.7                                                                                           | 25.5                                                                                           | 20.7                                                                                           | 13.7                                                                                           | 4.9                                                                                            | −1.1                                                                                           | 12.9                                                                                           |
| Temp. mín. media (°C)                                                                          | −7.5                                                                                           | −4.5                                                                                           | 1.3                                                                                            | 8.8                                                                                            | 14.8                                                                                           | 19.6                                                                                           | 22.5                                                                                           | 21.5                                                                                           | 15.8                                                                                           | 8.6                                                                                            | 0.3                                                                                            | −5.2                                                                                           | 8.0                                                                                            |
| Temp. mín. abs. (°C)                                                                           | −22.8                                                                                          | −27.4                                                                                          | -15.0                                                                                          | -3.2                                                                                           | 2.5                                                                                            | 9.8                                                                                            | 15.3                                                                                           | 11.4                                                                                           | 3.7                                                                                            | -3.5                                                                                           | -12.3                                                                                          | −18.3                                                                                          | -27.4                                                                                          |
| Precipitación total (mm)                                                                       | 2.7                                                                                            | 4.4                                                                                            | 9.9                                                                                            | 24.7                                                                                           | 37.3                                                                                           | 71.9                                                                                           | 160.1                                                                                          | 138.2                                                                                          | 48.5                                                                                           | 22.8                                                                                           | 9.5                                                                                            | 2.0                                                                                            | 532.0                                                                                          |
| Días de precipitaciones (≥ 1 mm)                                                               | 1.8                                                                                            | 2.2                                                                                            | 3.3                                                                                            | 4.9                                                                                            | 6.4                                                                                            | 9.7                                                                                            | 12.9                                                                                           | 11.4                                                                                           | 7.5                                                                                            | 4.9                                                                                            | 2.8                                                                                            | 1.8                                                                                            | 69.6                                                                                           |
| Horas de sol                                                                                   | 189.0                                                                                          | 192.1                                                                                          | 228.2                                                                                          | 244.5                                                                                          | 267.9                                                                                          | 238.2                                                                                          | 202.7                                                                                          | 209.3                                                                                          | 215.3                                                                                          | 211.5                                                                                          | 182.0                                                                                          | 175.2                                                                                          | 2555.9                                                                                         |
| Humedad relativa (%)                                                                           | 43                                                                                             | 42                                                                                             | 42                                                                                             | 44                                                                                             | 50                                                                                             | 59                                                                                             | 71                                                                                             | 73                                                                                             | 66                                                                                             | 59                                                                                             | 53                                                                                             | 47                                                                                             | 54.1                                                                                           |
| Fuente: 中国气象局 国家气象信息中心 1 de enero de 2014                                         |                                                                                                |                                                                                                |                                                                                                |                                                                                                |                                                                                                |                                                                                                |                                                                                                |                                                                                                |                                                                                                |                                                                                                |                                                                                                |                                                                                                |                                                                                                |

## Sitios de interés
- Mezquita de Niujie
- Mansión del príncipe Gong
- Zoológico de Pekín